# Franchi
Franchi is een Italiaans historisch merk van motorfietsen.
De bedrijfsnaam was: Ditta Giovanni Franchi, Milano.
De firma Franchi werd al in 1930 opgericht, maar produceerde toen vervangingsonderdelen en accessoires voor motorfietsen. Pas in 1950 ging men zelf frames maken waarin 98-, 123-, 147- en 174cc Sachs-inbouwmotoren werden gemonteerd. De productie werd tussen 1956 en 1960 beëindigd.